# TalentStad
TalentStad (vroeger Blaloborgh) is een christelijke middelbare school in de stad Zwolle. Men kan er het vmbo volgen. In het verleden was het samen met het Carolus Clusius en het Meander onderdeel van de St. Agnieten College in Zwolle.

## Locatie Rieteweg

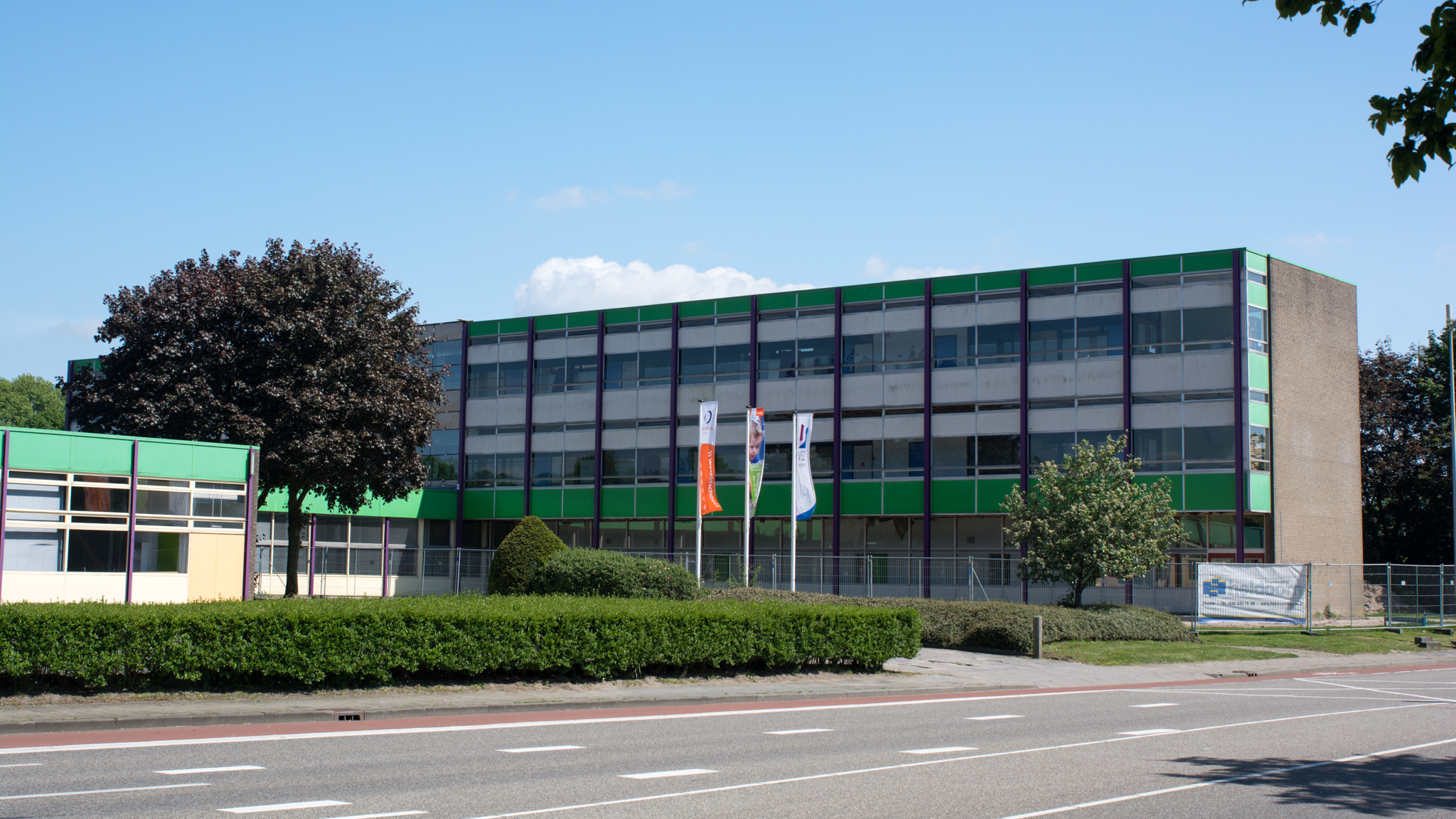
Locatie aan de Rieteweg (voor verbouwing)

Tot en met het schooljaar 2013 - 2014 had de school 2 vestigingen in eigen beheer, de huidige locatie aan de Blaloweg en een locatie aan de Rieteweg. Op die locatie worden vooral VMBO-T leerlingen ondergebracht. Het schoolgebouw is echter aan De Vrije Evangelisatie Zwolle verkocht die er een kerk in heeft gerealiseerd.. Vanaf het schooljaar 2014 - 2015 huurt de school de locatie aan de Rietweg van De Vrije Evangelisatie Zwolle.